# General-Povilas-Plechavičius-Kadettenschule
Die General-Povilas-Plechavičius-Kadettenschule ist eine allgemeinbildende Mittelschule mit besonderem Bildungsschwerpunkt Militär und Sport in Kaunas, der zweitgrößten Stadt Litauens. Die Kadettenanstalt befindet sich im Stadtteil Eiguliai. Nach zwölf Klassen und Abitur bekommen die jungen Kadetten das Reifezeugnis. Manche gehen anschließend an die General Jonas-Žemaitis-Militärakademie oder Divisionsgeneral-Stasys-Raštikis-Militärschule.

## Geschichte
1994 wurde die Schule des jungen Soldaten (Jaunojo kario mokykla) in der Abteilung Kaunas von Viešojo saugumo tarnyba am Innenministerium Litauens errichtet. Am 25. Mai 2005 registrierte man die öffentliche Anstalt „Lūšiukai“ (VšĮ Jaunojo kario mokykla „Lūšiukai“). Diese Schule wurde vom Innenministerium und der Stadtgemeinde Kaunas errichtet.
Seit dem 4. März 2009 trägt die Schule den Namen des Generals Povilas Plechavičius (1890–1973), des Leiters des Generalstabs Litauens. Am 20. März 2012 wurde die Einrichtung der nicht formalen Bildung zur Schule der Allgemeinbildung.